# フリオ・サリナス
フリオ・サリナス（Julio Salinas Fernández、1962年9月11日 - ）は、スペイン・バスク州ビルバオ出身の元サッカー選手。スペイン代表であった。ポジションはFW。フリオ・サリーナスとも。大柄ながら高いテクニックも兼ね備えていた。
弟のパチ・サリナス(Patxi Salinas)もサッカー選手であり、ディフェンダーとしてアスレティック・ビルバオやセルタ・デ・ビーゴなどでプレーした。フリオとパチはどちらも1982-83シーズンにデビューしている。

## クラブ経歴

### アスレティック・ビルバオ
ビルバオに生まれ、地元のアスレティック・ビルバオの下部組織で育った。リザーブチームであるビルバオ・アスレティックに所属していた1983-84シーズン、セグンダ・ディビシオン（2部）で得点王（ピチーチ賞）となり、カスティージャCFに次ぐ2位という好成績に貢献した。1983年3月26日のセルタ・デ・ビーゴ戦(4-0)でプロ入り後の初得点を記録、リーグ戦2連覇とコパ・デル・レイ優勝を成し遂げた。1984-85シーズンと1985-86シーズンで合わせて12得点を挙げ、リーグ戦では2シーズン連続で3位となった。

### アトレティコ・マドリード
1986年夏にアトレティコ・マドリードに移籍し、1986-87シーズンはリーグ戦で合計15ゴール、1987-88シーズンはリーグ戦で合計16ゴール、エースとして2シーズンで合計31得点を挙げている。1988年2月7日のRCDマジョルカ戦では2得点を挙げ、7-0と相手を粉砕した。

### FCバルセロナ
1988-89シーズン、開幕を前にラモン・アレサンコ、チキ・ベギリスタイン、ヨン・アンドニ・ゴイコエチェア、ホセ・マリア・バケーロなど何人ものバスク出身選手の獲得に興味を示していたFCバルセロナに移籍した。ここではセンターフォワードとしてではなく、ウイングのポジションで起用された。1988-89シーズン、第2節のエルチェCFで移籍後初ゴールを含む2ゴール、第30節のオビエド戦でハットトリックを決めるなど、リーグ戦合計20ゴールを挙げる活躍を見せた。同シーズンのUEFAカップウィナーズカップ決勝ではUCサンプドリア相手にゴールを決めて タイトル獲得に貢献し、1989-90シーズン、レアル・マドリードとの対戦では第6節の対戦で1ゴール、第25節の対戦で2ゴール、コパ・デル・レイ決勝でもゴールを決め 同大会の優勝に貢献、同シーズンのクラシコでは合計4ゴールを奪った。1990年夏にフリスト・ストイチコフが加入すると、ベンチッスタートになることもあり、出場機会を減らしたが、それでも重要な得点をいくつも決めてチームに貢献した。1991-92シーズン、UEFAチャンピオンズカップの決勝のサンプドリア戦でも先発出場し、優勝を飾り、1990-91シーズンからはリーグ戦4連覇を果たした。1994年1月30日、アルバセテ・バロンピエ戦(2-1)では後半途中から出場して2ゴールを決めたが、1993-94シーズンの得点はこの2点だけ（7試合出場）であった。

### デポルティーボ・ラ・コルーニャ
1994年夏、デポルティーボ・ラ・コルーニャに移籍し、1994-95シーズンには2位でフィニッシュした。すでに30歳を超えており、レギュラーではなかったが、ベベットに次ぐチーム2位の12得点を挙げた。1994年12月3日にカンプ・ノウで行われたFCバルセロナ戦(1-1)では古巣相手にヘディングで得点、リーグ最終節のアルバセテ戦ではハットトリックを決めた。1995年夏にはロシア代表のドミトリー・ラドチェンコが加入したため、出場機会の減少を見越して移籍することとなった。

### スポルティング・ヒホン
1995年夏、スポルティング・ヒホンに移籍した。1995-96シーズンは開幕戦のアルバセテでゴールを挙げると、第34節のラージョ・バジェカーノ戦でハットトリックを決めるなど、18得点を挙げ、セグンダ・ディビシオン降格からチームを救った。スポルティング・ヒホンには1シーズン半在籍しただけであるが、今日でもヒホンの街では高い敬意を払われており、ファンはよく"Bota de oro, Salinas bota de oro!"（ゴールデンブーツ、サリーナス、ゴールデンブーツ!）というチャントを歌う。

### 横浜マリノス
1997年のはじめ、同じバスク人のハビエル・アスカルゴルタ監督に誘われて日本・Jリーグの横浜マリノスに移籍し、FCバルセロナ時代にチームメイトだったアンドニ・ゴイコエチェアと再び顔を合わせた。城彰二とプレースタイルが似ているのではないかと獲得を疑問視する声もあったが、体格とリーチの長さを活かし、ゴールを量産するだけでなくボールキープからのアシスト役としても活躍した。1stステージ第8節清水エスパルス戦でJリーグ初出場を果たすと、第10節アビスパ福岡戦でJリーグ初ゴールを含む2ゴールを決めた。1stステージは怪我で離脱することもあったが、2ndステージのみの合計ではリーグ最多となる15ゴールを挙げ、1シーズン合計では47試合で34得点を挙げた。、1997年の第2ステージ第11節から最終節まで7試合連続ゴールで、1993年2ndステージ三浦知良の6試合連続得点の記録を破り、更に翌1998年の第1ステージ第1節まで、未だに破られないJ1記録となる8試合連続得点を記録している（Jリーグ全体では2015年にJ3・レノファ山口の岸田和人が9試合連続得点を記録している）。同年の2ndステージ第3節のヴィッセル神戸戦でマリノスでの最後のゴールを決めた。Jリーグでは1997年8月9日のヴェルディ川崎戦、1998年3月28日のサンフレッチェ広島戦でそれぞれ4得点を記録している。

### デポルティーボ・アラベス
1998-99シーズン途中の1999年1月、デポルティーボ・アラベスに移籍して1シーズン半を過ごした。第25節のマジョルカ戦で加入後初ゴールを含む2ゴールを挙げると、第35節のバルセロナ戦でもゴールを決めた。1999-2000シーズン開幕戦のマラガCF戦(2-1)ではチームのシーズン開幕ゴールを含む2ゴール決め、6位でシーズンを終えてUEFAカップ出場権を獲得した。2000年5月19日、第38節アスレティック・ビルバオ戦で現役最後の試合出場を果たし、ゴールを挙げて 有終の美を飾った。リーガ・エスパニョーラでは通算417試合に出場して152得点を挙げた。

## 代表経歴
スペイン代表としては3度のFIFAワールドカップと2度のUEFA欧州選手権に出場し、通算56試合出場23得点の成績を残した。
1986年1月22日、ラス・パルマス・デ・グラン・カナリアで行われたソビエト連邦との親善試合(2-0)でスペイン代表デビュー、代表初ゴールも挙げた。1986年にはメキシコで開催された1986 FIFAワールドカップに出場し、5試合に出場して北アイルランド戦で得点した。1988年UEFA欧州選手権1988では1試合に出場した。1990年にはイタリアで開催された1990 FIFAワールドカップでは合計3試合に出場、2次リーグのユーゴスラビア戦で得点したが、この試合には敗れている。ワールドカップ後は暫く代表を遠ざかっていた。
1994年の1994 FIFAワールドカップ予選ではアルバニア戦で代表では初のハットトリックを達成するなど、
8試合で7ゴールを決めた。本大会では韓国戦(2-2)で1ゴールを決めた。準々決勝のイタリア戦では1-1で迎えた終盤に決定機を逃し、その数分後にロベルト・バッジォに得点を許して1-2で敗れた。サリナスは18年のプロ選手生活で数え切れないほどの得点を挙げてきたが、その実績よりもイタリア戦で決定機を外したことを強く記憶しているスペイン人も多い。UEFA EURO '96ではグループリーグのフランス戦で途中出場、カミネロの得点を御膳立てした。ベスト8のイングランド戦では先発出場したが、前半のみで途中交代。スペインは延長PKで敗退した。

## 現役引退後
現役引退してすぐにRTVEやLa Sextaの解説者の仕事を始め、2006 FIFAワールドカップでも解説を担当した。日本のサッカー雑誌、ワールドサッカーダイジェストではラ・リーガ・所属選手へのインタビューを行っており、隔月で掲載されていた。

## 個人成績

### クラブでの出場記録
| 国内大会個人成績 | 国内大会個人成績 | 国内大会個人成績 | 国内大会個人成績 | 国内大会個人成績 | 国内大会個人成績            | 国内大会個人成績 | 国内大会個人成績 | 国内大会個人成績 | 国内大会個人成績 | 国内大会個人成績 | 国内大会個人成績 |
| 年度             | クラブ           | 背番号           | リーグ           | リーグ戦         | リーグ戦                    | リーグ杯         | リーグ杯         | オープン杯       | オープン杯       | 期間通算         | 期間通算         |
| 年度             | クラブ           | 背番号           | リーグ           | 出場             | 得点                        | 出場             | 得点             | 出場             | 得点             | 出場             | 得点             |
| スペイン         | スペイン         | スペイン         | スペイン         | リーグ戦         | リーグ戦                    | 国王杯           | 国王杯           | オープン杯       | オープン杯       | 期間通算         | 期間通算         |
| ---------------- | ---------------- | ---------------- | ---------------- | ---------------- | --------------------------- | ---------------- | ---------------- | ---------------- | ---------------- | ---------------- | ---------------- |
| 1982-83          | ビルバオ         |                  |                  | 7                | 1                           |                  |                  |                  |                  |                  |                  |
| 1983-84          | ビルバオ         |                  |                  | 6                | 0                           |                  |                  |                  |                  |                  |                  |
| 1984-85          | ビルバオ         |                  |                  | 28               | 8                           |                  |                  |                  |                  |                  |                  |
| 1985-86          | ビルバオ         |                  |                  | 27               | 4                           |                  |                  |                  |                  |                  |                  |
| 1986-87          | A・マドリード    |                  |                  | 38               | 15                          |                  |                  |                  |                  |                  |                  |
| 1987-88          | A・マドリード    |                  |                  | 37               | 16                          |                  |                  |                  |                  |                  |                  |
| 1988-89          | バルセロナ       |                  |                  | 37               | 20                          |                  |                  |                  |                  |                  |                  |
| 1989-90          | バルセロナ       |                  |                  | 34               | 15                          |                  |                  |                  |                  |                  |                  |
| 1990-91          | バルセロナ       |                  |                  | 33               | 11                          |                  |                  |                  |                  |                  |                  |
| 1991-92          | バルセロナ       |                  |                  | 17               | 7                           |                  |                  |                  |                  |                  |                  |
| 1992-93          | バルセロナ       |                  |                  | 18               | 5                           |                  |                  |                  |                  |                  |                  |
| 1993-94          | バルセロナ       |                  |                  | 7                | 2                           |                  |                  |                  |                  |                  |                  |
| 1994-95          | デポルティーボ   |                  |                  | 24               | 12                          |                  |                  |                  |                  |                  |                  |
| 1995-96          | ヒホン           |                  |                  | 38               | 18                          |                  |                  |                  |                  |                  |                  |
| 1996-97          | ヒホン           |                  |                  | 16               | 6                           |                  |                  |                  |                  |                  |                  |
| 日本             | 日本             | 日本             | 日本             | リーグ戦         | リーグ戦                    | リーグ杯         | リーグ杯         | 天皇杯           | 天皇杯           | 期間通算         | 期間通算         |
| 1997             | 横浜M            | 7                | J                | 26               | 21                          | 5                | 3                | 2                | 2                | 33               | 26               |
| 1998             | 横浜M            | 7                | J                | 21               | 13                          | 3                | 1                | 0                | 0                | 24               | 14               |
| スペイン         | スペイン         | スペイン         | スペイン         | リーグ戦         | リーグ戦                    | 国王杯           | 国王杯           | オープン杯       | オープン杯       | 期間通算         | 期間通算         |
| 1998-99          | アラベス         |                  |                  | 22               | 4                           |                  |                  |                  |                  |                  |                  |
| 1999-00          | アラベス         |                  |                  | 28               | 8                           |                  |                  |                  |                  |                  |                  |
| 通算             | スペイン         | スペイン         |                  | 417              | 152\|\|\|\|\|\|\|\|\|\|\|\| |                  |                  |                  |                  |                  |                  |
| 通算             | 日本             | 日本             | J                | 47               | 34                          | 8                | 4                | 2                | 2                | 57               | 40               |
| 総通算           | 総通算           | 総通算           | 総通算           | 464              | 186\|\|\|\|\|\|\|\|\|\|\|\| |                  |                  |                  |                  |                  |                  |

### 代表での年別出場試合数
| スペイン代表 | 国際Aマッチ | 国際Aマッチ |
| 年           | 出場        | 得点        |
| ------------ | ----------- | ----------- |
| 1986         | 10          | 5           |
| 1987         | 2           | 0           |
| 1988         | 8           | 1           |
| 1989         | 4           | 1           |
| 1990         | 5           | 1           |
| 1991         | 0           | 0           |
| 1992         | 1           | 0           |
| 1993         | 8           | 7           |
| 1994         | 12          | 7           |
| 1995         | 4           | 0           |
| 1996         | 2           | 0           |
| 通算         | 56          | 22          |

## タイトル

### クラブ
- アスレティック・ビルバオ
  - リーガ・エスパニョーラ: 1982–83, 1983–84
  - コパ・デル・レイ: 1983–84
- FCバルセロナ
  - UEFAチャンピオンズカップ: 1991–92
  - UEFAスーパーカップ: 1992
  - UEFAカップウィナーズカップ: 1988–89
  - リーガ・エスパニョーラ: 1990–91, 1991–92, 1992–93, 1993–94
  - コパ・デル・レイ: 1989–90
  - スーペルコパ・デ・エスパーニャ: 1991, 1992
- デポルティーボ・ラ・コルーニャ
  - コパ・デル・レイ: 1994–95

### 個人
- セグンダ・ディビシオン ピチーチ賞 : 1983–84